# العلاقات الباهاماسية البوليفية
العلاقات الباهاماسية البوليفية هي العلاقات الثنائية التي تجمع بين باهاماس وبوليفيا.

## مقارنة بين البلدين
هذه مقارنة عامة ومرجعية للدولتين:
| وجه المقارنة                                              | باهاماس      | بوليفيا                                          |
| --------------------------------------------------------- | ------------ | ------------------------------------------------ |
| المساحة (كم2)                                             | 13.88 ألف    | 1.10 مليون                                       |
| عدد السكان (نسمة)                                         | 395.36 ألف   | 11.05 مليون                                      |
| الكثافة السكانية (ن./كم²)                                 | 28.48        | 10.05                                            |
| العاصمة                                                   | ناساو        | سوكري، لاباز                                     |
| اللغة الرسمية                                             | لغة إنجليزية | اللغة الإسبانية، اللغة الأيمرية، كتشوا، غوارانية |
| العملة                                                    | دولار بهامي  | بوليفاريو بوليفي                                 |
| الناتج المحلي الإجمالي (بليون دولار)                      | 12.16 مليار  | 37.51 مليار                                      |
| الناتج المحلي الإجمالي (تعادل القوة الشرائية) بليون دولار | 8.92 مليار   | 74.58 مليار                                      |
| الناتج المحلي الإجمالي الاسمي للفرد دولار أمريكي          | 22.82 ألف    | 3.08 ألف                                         |
| الناتج المحلي الإجمالي للفرد دولار أمريكي                 |              | 6.63 ألف                                         |
| مؤشر التنمية البشرية                                      | 0.790        | 0.662                                            |
| رمز المكالمات الدولي                                      | +1242        | +591                                             |
| رمز الإنترنت                                              | .bs          | .bo                                              |
| المنطقة الزمنية                                           | 00           | 00                                               |

## منظمات دولية مشتركة
يشترك البلدان في عضوية مجموعة من المنظمات الدولية، منها:
| علم المنظمة | اسم المنظمة                                                          | تاريخ انضمام باهاماس | تاريخ انضمام بوليفيا |
| ----------- | -------------------------------------------------------------------- | -------------------- | -------------------- |
|             | الاتحاد البريدي العالمي                                              | ?                    | ?                    |
|             | مؤسسة التنمية الدولية                                                | 23 يونيو 2008        | 21 يونيو 1961        |
|             | منظمة حظر الأسلحة الكيميائية                                         | ?                    | ?                    |
|             | الأمم المتحدة                                                        | 18 سبتمبر 1973       | 14 نوفمبر 1945       |
|             | وكالة ضمان الاستثمار متعدد الأطراف                                   | 4 أكتوبر 1994        | 3 أكتوبر 1991        |
|             | منظمة الشرطة الجنائية الدولية                                        | ?                    | ?                    |
|             | مؤسسة التمويل الدولية                                                | 8 ديسمبر 1986        | 20 يوليو 1956        |
|             | الاتحاد الدولي للاتصالات                                             | 19 أغسطس 1974        | 1 يونيو 1907         |
|             | البنك الدولي للإنشاء والتعمير                                        | 21 أغسطس 1973        | 27 ديسمبر 1945       |
|             | وكالة حظر الأسلحة النووية في أمريكا اللاتينية ومنطقة البحر الكاريبي ‏ | ?                    | ?                    |
|             | يونسكو                                                               | 23 أبريل 1981        | 13 نوفمبر 1946       |

## وصلات خارجية
- موقع وزارة الخارجية البوليفية